# Keltiske Hav
Det Keltiske hav (irsk: An Mhuir Cheilteach) er den del af Atlanterhavet, som ligger ved sydkysten af Irland. I øst er det forbundet med Skt. Georges Kanal, Bristolkanalen og den Engelske Kanal. Det støder også op til dele af Wales, Cornwall, Devon og Bretagne.
- Wikimedia Commons har flere filer relateret til Keltiske Hav

50°30′08″N 7°54′52″V / 50.5022°N 7.9144°V